# Oreobates madidi
Oreobates madidi är en groddjursart som först beskrevs av Padial, Gonzáles och De la Riva 2005.  Oreobates madidi ingår i släktet Oreobates och familjen Strabomantidae. IUCN kategoriserar arten globalt som livskraftig. Inga underarter finns listade i Catalogue of Life.